# Ellis (Fernsehserie)
Ellis (international auch Inspector Ellis) ist eine britische Kriminalserie des Channel 5 mit Sharon D. Clarke in der Titelrolle der Polizistin Ellis.
Die erste Staffel mit drei 90-minütigen Episoden hatte ihre britische Premiere im Oktober/November 2024 und wird seit August 2025 beim ZDF ausgestrahlt. Die Serie wurde um eine zweite Staffel verlängert.

## Handlung
DCI Ellis wird von ihrer Vorgesetzten ACC Leighton aus London in kleinere Orte im Norden Englands geschickt, um die Polizei bei Fällen zu unterstützen, die sie noch nicht auflösen konnte. Als schwarze Frau und äußere Einmischung in den lokalen Polizeistationen, die in der Regel zum Großteil aus weißen Männern bestehen, wird sie häufig ignoriert und von den Ranghöchsten untergraben. Sie ist hartnäckig und entschlossen bei der Suche nach Gerechtigkeit, aber auch warmherzig gegenüber Opfern und Angehörigen.
Bei dem ersten Fall wird ihr aus der Stadtpolizei DS Chet Harper zur Seite gestellt. Er wird von seinem dortigen Vorgesetzten gefeuert und begleitet darauf Ellis als Assistent zu ihren weiteren Fällen.

## Episodenliste
In den Originaltiteln sind die Episoden nach ihren fiktionalen Handlungsorten, die in den Pennines verortet sind, benannt.
| Nr. | Titel      | Titel           | Regie       | Drehbuch                                  | Datum             | Datum           |
| Nr. | UK         | GER             | Regie       | Drehbuch                                  | UK                | GER             |
| --- | ---------- | --------------- | ----------- | ----------------------------------------- | ----------------- | --------------- |
| 1   | Hanmore    | Blut und Wasser | Nick Hurran | Siân Ejiwunmi-Le Berre und Paul Logue     | 31. Oktober 2024  | 10. August 2025 |
| 2   | Callorwell | Familienbande   | Ryan Tohill | Siân Ejiwunmi-Le Berre und Jessica Ruston | 7. November 2024  | 17. August 2025 |
| 3   | Brindleton | Am Abgrund      | Andy Tohill | Maria Ward                                | 14. November 2024 |                 |

## Synchronisation
Die deutschsprachige Synchronisation entstand bei den DMT Studios nach Dialogbüchern von Robert Weber und der Dialogregie von Martin Brücker.
| Schauspieler             | Rollenname           | Synchronsprecher      | Ep. |
| ------------------------ | -------------------- | --------------------- | --- |
| Sharon D. Clarke         | DCI Ellis            | Anne Moll             | 1–3 |
| Andrew Gower             | DS Chet Harper       | Johannes Semm         | 1–3 |
| Allison Harding          | ACC Alison Leighton  |                       | 1–3 |
| Episodenrollen (Auswahl) |                      |                       |     |
| Chris Reilly             | DCI Jim Belmont      | Konstantin Graudus    | 1   |
| Charlotte McCurry        | DC Kate Trent        |                       | 1   |
| Beau Gadsdon             | Amy Mercer           | Ebba Ekholm           | 1   |
| Freya-Hannan Mills       | Maggie Bradley       | Elisa Pioch           | 1   |
| Conor Sánchez            | Aaron Kelly          | Lino Böttcher         | 1   |
| Sam Marks                | DI Jamie Morrison    | Martin Brücker        | 2   |
| Aoibheann McCann         | DC Leah Thompson     | Simona Pahl           | 2   |
| Tim Dutton               | DCI Hain             | Martin May            | 2   |
| Jonathan Harden          | Adam Reid            | Oliver Warsitz        | 2   |
| Fionn Ó Loingsigh        | Curtis Keough        | Henning Nöhren        | 2   |
| Stephanie Levi-John      | Naomi McKeith        | Samina König          | 2   |
| Amanda Drew              | DCI Cotton           | Christin Marquitan    | 3   |
| Josh Bolt                | DS Archie Dent       | Marco Rosenberg       | 3   |
| Rina Mahoney             | Lydia Green          | Kristina von Weltzien | 3   |
| Michael Simkins          | Gerry Reese-Mortimer | Stephan Schwartz      | 3   |

## Produktion und Ausstrahlung
Ellis wurde im Februar 2024 gemeinsam durch den britischen Sender Channel 5 und den amerikanischen Streamingdiensten Acorn TV für britische Programme als dreiteilige Kriminalserie bestellt. Sie wurde von Company Pictures der All3Media-Gruppe produziert. Geschrieben haben die drei Episoden der ersten Staffel Paul Logue und Siân Ejiwunmi-Le Berre. Die Dreharbeiten fanden im Frühling 2024 in Nordirland statt. Mit Sharon D. Clarke als Hauptdarstellerin ist es das erste Mal im britischen Fernsehen, dass die führende Polizeirolle von einer schwarzen Frau getragen wird. Clarke kommentierte dazu: „Channel 5 bestellte diese neue Serie und sie wollten mehr Diversität und fragten mich, ob ich Interesse hätte. Mein Interesse galt zuerst der Tatsache, dass man hier eine mittelalte schwarze Frau als leitende DCI sieht, die in Ermittlungen interveniert, die zu scheitern drohen, mit ihr (mir) an der Spitze. Das fand ich gut, noch bevor ich ein Drehbuch gelesen habe, weil ich in den 70er-Jahren aufgewachsen bin und es sowas nicht im Fernsehen gab. Ich habe mich nie repräsentiert gefühlt. Daran wollte ich teilhaben.“ Achtzehn Monate vor Drehbeginn traf sie sich mit Ejiwunmi-Le Berre, um eine Hintergrundgeschichte ihrer Figur zu entwickeln, und sprach mit Irene Afful, Merseysides erster schwarzen Polizistin.
Im Vereinigten Königreich wurde die erste Staffel auf Channel 5 ab dem 31. Oktober 2024 ausgestrahlt. In den Vereinigten Staaten und Kanada lief sie unter dem Titel Inspector Ellis bei Acorn TV ab dem 4. November 2024. In Deutschland wird sie seit dem 10. August 2025 beim ZDF gezeigt.
Die Serie wurde im Mai 2025 um eine zweite dreiteilige Staffel verlängert, deren Dreharbeiten im selben Monat begannen.

## Rezeption
Die Rezension der Serie durch Kritiker lobt insbesondere die Charakterisierung der Figur Ellis und ihre Darstellung durch Sharon D. Clarke. Nach Morgan Cormack der Radio Times habe Ejiwunmi-Le Berre eine Hauptfigur geschaffen, die nicht in die Stereotypen der „starken Schwarzen Frau“ falle, sondern dreidimensional, komplex und damit nachempfindbar sei. Dass Clarke die erste schwarze Frau als führende Ermittlerin im britischen Fernsehen ist, sei zwar peinlich, aber bedeutend und mache sie neben anderen Polizeiserien erfrischend. Carol Midgley bezeichnete Clarke als „Königin der vernichtenden Blicke“. Axel Hill der Kölnischen Rundschau beschreibt sie weiter: „[Sie arbeitet] sehr viel mit ihren Augen. Ihre Blicke könnten töten, aber soweit muss sie meist gar nicht gehen: Intensives in Visier nehmen reicht ihrem Gegenüber meist, um alle Hoffnung fahren zu lassen. Und wenn das doch einmal nicht funktionieren sollte, setzt sie zu einer scharf formulierten Tirade an, in der jedes Wort sitzt und jeder Punkt eines Satzendes einer Ohrfeige gleichkommt;“ und empfiehlt auch deutschen Zuschauern die englische Fassung: „Der Samt in der Stimme, der sich in Sekunden von weich zu bretthart verwandeln kann, ist unübertrefflich.“
Keith Watson vom Telegraph hebt als schrulliges Verbrecherlöser-Duo dieser Serie die Dynamik mit der von Andrew Gower gespielten Figur Harper hervor, die den Nagel auf den Kopf treffe und sich langsam zum perfekten Kontrast entwickelt habe zwischen seinem Eifer wie ein offenes Buch und ihrer enigmatischen Verschlossenheit. Midgley äußerte aber Bedenken, dass sich das Konzept, dass Ellis jede Episode die Irrtümer neuer Figuren aus ihr feindlichen Polizisten, die nur offensichtliche Verdächtige verfolgen und Nuancen übersehen, korrigieren müsse, als zu gleichartig und repetitiv abnützen könne.
In einer deutschen Rezension zieht Reinhard Prahl von Serienjunkies das Fazit: „Ellis ist keine Überfliegerserie, trotzdem aber vernünftige, unterhaltsame Krimikost für Genrekenner und Fans interessanter Mitratefälle. Sharon D. Clarke ist ein starkes Zugpferd. Die Aktrice macht ihre Sache als hartnäckige, aber auf ihre Art mitfühlende Ermittlerin hervorragend, vor allem, wenn man bedenkt, dass sie ihre Figur zunächst mit einer dünnen Hintergrundgeschichte handeln muss. Andererseits hat das den Vorteil, dass sich die Filme voll und ganz auf die Geschichte der Opfer und Täter konzentrieren, was wiederum ein immersives Gefühl schafft und dazu animiert, dabeizubleiben.“